# Thursday (groupe)
Pour les articles homonymes, voir Thursday.
Thursday est un groupe de post-hardcore américain, originaire de New Brunswick, dans le New Jersey. Thursday publie son premier album, Waiting, à la fin de 1999 avec le guitariste Bill Henderson, qui quitte le groupe en 2000 et est remplacé par Steve Pedulla. Le groupe se popularise avec leur deuxième album, Full Collapse, en 2001, et publient leur troisième album, War All the Time, en 2003, qui atteint la septième place du Billboard 200.
Thursday publie son quatrième album, A City by the Light Divided, en 2006, et deux autres albums, Common Existence et No devolución, avant d'annoncer une pause indéfinie en 2011. En janvier 2013, Geoff Rickly confirme la séparation du groupe. Le groupe se réunit en 2016.

## Biographie

### Débuts (1997–2000)
Lorsqu'ils étaient à l'université, les membres de Thursday résidaient au 331 Somerset à New Brunswick, dans le New Jersey. Durant cette période, plusieurs groupes majeurs d'emo tels que You and I, Joshua, At the Drive-In, Reversal of Man, Portrait, The State Secedes, Four Hundred Years, Hot Water Music, Mineral, Saetia, ou Unsound jouent dans le sous-sol avec Thursday, ce qui leur permet de se faire remarquer par certaines radios. Les DIY Basement shows ont eu une part importante dans la promotion de la musique indépendante, particulièrement le punk et ses dérivés, mais 331 Somerset devint une légende en elle-même, ayant largement influencé la scène et le style emo de la côte est.
Le groupe publie son premier album Waiting en 1999 sur le label indépendant Eyeball Records basé au New Jersey. Attachés à l'éthique DIY, cet album peut être comparé à ceux de Four Hundred Years ou Cursive. Thursday émerge de la scène underground en 1999, grâce à la diffusion fréquente de leur musique sur la radio Seton Hall's Pirate Radio lors de l'émission nocturne emo intitulée Under the Stars. Leurs représentations régulières dans leur région, accompagnés d'autres groupe indépendant plus célèbres au style proche, attirent l'attention de DJs de la station, qui était une source importante de nouveaux talents pour les compagnies de disques locales.

### Full Collapse(2001–2002)
Thursday signe au label Victory Records, et publie son deuxième album, Full Collapse, le 10 avril 2001. Victory Records souhaitait retirer les paroles contre le gré du groupe afin de couper le budget, mais il n'en sera jamais ainsi. Malgré la faible promotion de l'album à la radio ou à la télévision, leur premier single, Understanding in a Car Crash et un clip vidéo live publié en octobre 2001 par Victory Records, se font ans l'accord du groupe. La vidéo est diffusée sur MTV2 et Muchmusic, et aide le groupe à se populariser. Un second single, Cross Out the Eyes, suit, mais n'attire pas autant l'intérêt général.
Le groupe se lasse de l'attitude de Victory Records, qui use de leur image. Cette nouvelle popularité, et le dégoût de leur label, mènent à des problèmes internes, qui ont presque conduit le groupe à la séparation. La situation mène à la sortie de l'EP Five Stories Falling, qui remplit les obligations contractuelles du groupe envers Victory Records. En concert, le groupe avertir ses fans de ne pas acheter l'EP, mais plutôt de télécharger Jet Black New Year, leur nouvel album trouvé sur l'EP.

### War All the Time(2003–2005)
Après en avoir fini avec leur contrat chez Victory Records, Thursday signe à la major Island Records. Après l'écriture et l'enregistrement qui durent six mois, le groupe publie son troisième album studio, War All the Time, le 16 septembre 2003. War All the Time. Le titre de l'album est lié aux attentats du 11 septembre 2001, ce qui mène plusieurs critiques à penser qu'il s'agit d'un album politique ; cependant, Rickly dément ces propos, et parle plus d'amour que de guerre. L'album comprend deux singles : Signals Over the Air et War All the Time, ce dernier ayant moins attiré l'intérêt malgré sa diffusion sur MTV qui bannira le clip pour ses images violentes.
Thursday tourne significativement en soutien à War All the Time, jouant avec des groupes comme AFI, Thrice, et Coheed and Cambria. À ces tournées, Thursday joue quelques sessions acoustiques dans certains magasins Tower Records. Ils enregistrent aussi une session acoustique live aux Y100 Sonic Sessions, une émission diffusée sur la chaine de radio locale Y100. Le groupe publie deux EP : le premier s'intitule Live from the SoHo and Santa Monica Stores Split EP vendu exclusivement sur iTunes, et le second est un CD promotionnel, intitulé Live in Detroit, accompagnant le magazine Revolver.
Le groupe se met en pause à cause de problèmes irréconciliables en 2004, comme la pression exercée par leur label, les tournées trop nombreuses, et des problèmes de santé. Ils jouent cependant un concert à but caritatif au CBGB de New York, le 25 août 2005.

### A City by the Light Divided(2006–2008)
Le quatrième album studio du groupe, intitulé A City by the Light Divided, est publié en mai 2006. Thursday a joué avec d'autres groupes rock comme At the Drive-In, Thrice, Deftones, Coheed and Cambria, Boy Sets Fire, Hot Water Music, Sparta, et AFI, ainsi qu'avec les légendes rock gothique/new wave The Cure. Ils ont aussi participé au Warped Tour en 2002, 2004 et 2006.
En octobre 2007 sort une compilation regroupant plusieurs nouvelles chansons, diverses démos et des morceaux live. Au même moment, le groupe annonce qu'il travaillerait et enregistrerait du nouveau matériel en 2008.
Le groupe annonce en avril 2008 qu'un split avec Envy sortira à l'automne ; cet album est sorti le 3 novembre 2008.

### Common Existence(2009–2010)
Le groupe annonce le 30 septembre 2008 sa signature avec Epitaph Records. Thursday publie son cinquième album studio, Common Existence, le 17 février 2009 au label Epitaph Records. En mars 2009, Rickly explique que le titre de l'album se éfère à l'expérience de vie de chaque humain. La première chanson, Resuscitation of a Dead Man, est influencé par Resuscitation of a Hanged Man de Denis Johnson. Une autre chanson se base sur Time's Arrow de Martin Amis. Tout l'album se concentre aussi sur le poète Roberto Bolano. Cormac McCarthy a aussi inspiré Rickly.
Thursday joue en tête d'affiche du Taste of Chaos Tour 2009 avec Bring Me the Horizon, Four Year Strong, Pierce the Veil, Cancer Bats et un groupe local. Le grand n'est pas très chaleureusement accueilli par le public qui cherchait surtout à voir Bring Me the Horizon.

### No Devoluciónet séparation (2011–2015)
Thursday commence à enregistrer un nouvel album en juillet 2010, aux Tarbox Road Studios à Fredonia, New York, avec Dave Fridmann. Leur sixième album et second album chez Epitaph Records, No Devolución, est publié le 12 avril 2011.

## Style musical
Le style musical de Thursday est basé sur des atmosphères à la fois post-punk et shoegazing et une instrumentation hardcore. Les riffs bourdonnants à la guitare associés à une basse lourde mettent en avant des influences telles The Cure, The Smiths, Joy Division, ou Sonic Youth. On peut ainsi les comparer à des groupes art rock comme Interpol et Cursive. Des mesures inhabituelles, des changements de tempos et de clés et des structures complexes de chansons sont également caractéristiques, dans un style rock progressif proche de Yes et Rush.
En ce qui concerne les paroles, le chanteur Geoff Rickly se concentre sur les luttes du monde d'aujourd'hui, utilisant une imagerie violente associée à des expressions belles et miroitantes. Rickly cite Denis Johnson, Michael Palmer, Jim Carroll, et William Burroughs comme influences majeures. En outre, quelques-unes des images les plus mémorables de Full Collapse et War All the Time sont empruntées au livre Bruits de fond de Don DeLillo, un roman que Rickly recommande à ses fans via le site du groupe. Le groupe a même inclut une partie du poème I Speak of the City de l'écrivain mexicain Octavio Paz dans le livret de leur album A City by the Light Divided.

## Membres

### Membres actuels
- Tom Keeley – guitare solo, chant (1997–2011, depuis 2016)
- Tim Payne – basse (1997–2011, depuis 2016)
- Geoff Rickly – chant (1997–2011, depuis 2016)
- Tucker Rule – batterie (1997–2011, depuis 2016)
- Steve Pedulla – guitare, chant (1997–2011, depuis 2016)
- Andrew Everding – claviers, synthétiseur, chant (1997–2011, depuis 2016)

### Ancien membre
- Bill Henderson – guitare (1997–2000)

### Membre de tournée
- Lukas Previn – basse[17]
- Brooks Tipton – claviers, synthétiseur

## Discographie

### Albums studio
| Date de sortie    | Titre                       | Label   | US Billboard |
| 6 décembre 1999   | Waiting                     | Eyeball |              |
| 18 octobre 2001   | Full Collapse               | Victory | 178          |
| 22 octobre 2002   | Five Stories Falling (EP)   | Victory | 197          |
| 16 septembre 2003 | War All the Time            | Island  | 7            |
| 2 mai 2006        | A City by the Light Divided | Island  | 20           |
| 17 février 2009   | Common Existence            | Epitaph |              |
| 11 avril 2011     | No Devolución               | Epitaph |              |

### Singles
| Année | Titre                          | Album                       |
| ----- | ------------------------------ | --------------------------- |
| 2001  | Understanding in a Car Crash   | Full Collapse               |
| 2002  | Cross Out the Eyes             | Full Collapse               |
| 2002  | Standing On The Edge Of Summer | Full Collapse               |
| 2003  | Signals Over the Air           | War All the Time            |
| 2003  | For the Workforce, Drowning"   | War All the Time            |
| 2004  | War All the Time               | War All the Time            |
| 2006  | Counting 5-4-3-2-1             | A City by the Light Divided |